# Contea di Boone (Illinois)
La contea di Boone ( in inglese Boone County ) è una contea dello Stato dell'Illinois, negli Stati Uniti. La popolazione al censimento del 2000 era di 41 786 abitanti. Il capoluogo di contea è Belvidere.